# Bandeira da África do Sul (1928–1994)
A bandeira da África do Sul de 1928 a 1994 foi originalmente usada pela União da África do Sul de 1928 a 1961 e depois pela República da África do Sul até 1994. Também foi usada pelo Sudoeste Africano (atual Namíbia) até 1990, quando o território estava sob o domínio sul-africano. Baseada na Bandeira do Príncipe, continha a bandeira do Reino Unido, a bandeira do Estado Livre de Orange e a bandeira da República Sul-Africana no centro. Um apelido comum para a bandeira era Oranje, Blanje, Blou (africâner: "laranja, branco, azul").
Foi adotada em 1928 por um ato do Parlamento do primeiro governo de maioria africâner. Em 1948, após sua vitória eleitoral, o Partido Nacional tentou sem sucesso alterar o desenho da bandeira para remover o que eles chamavam "mancha de sangue" (a bandeira do Reino Unido). Depois que a África do Sul se tornou uma república em 1961, a bandeira foi mantida como a bandeira nacional, apesar de o país ter deixado a Commonwealth. Em 1968, o primeiro-ministro Balthazar Johannes Vorster propôs que uma nova bandeira nacional para a África do Sul fosse adotada em 1971 para comemorar o 10º aniversário da declaração de uma república. No entanto, a ideia de Vorster não obteve apoio parlamentar e a mudança de bandeira nunca aconteceu. Foi substituída pela atual bandeira da África do Sul em 1994 com o início da constituição transitória do país e o fim do apartheid.

## Adoção

O "Red Ensign" sul-africano, usado não oficialmente como bandeira nacional de facto até 1928; continuou sendo usado esparsamente em contextos limitados até o início dos anos 1950.

Antes de 31 de maio de 1928, a única bandeira que tinha status oficial na União da África do Sul era o Union Jack do Reino Unido, pois a África do Sul fazia parte do Império Britânico. O Red Ensign da África do Sul foi usado como uma bandeira não oficial. Em 1925, surgiu a discussão sobre a criação de uma nova bandeira para a África do Sul, pois muitos descendentes de bôeres achavam o Union Jack inaceitável após a Segunda Guerra dos Bôeres. Em 1926, a Declaração Balfour concedeu autonomia legislativa à África do Sul, abrindo a possibilidade de uma nova bandeira. Os sul-africanos britânicos queriam o Union Jack na nova bandeira como parte do Império Britânico, enquanto os africâneres não. A maioria britânica da província de Natal ameaçou se separar da União se o Union Jack fosse removido. Foi feito um acordo pelo qual a nova bandeira consistiria no Prinsenvlag, pois esta fora a primeira bandeira levantada na África do Sul, e um emblema no centro consistindo do Union Jack com as bandeiras do Estado Livre de Orange e da República Sul-Africana. O Union Jack foi espelhado na nova bandeira com o mastro à direita para que não tivesse precedência sobre as outras.  Isso foi denunciado por D. F. Malan, então Ministro do Interior, que descreveu o grupo de bandeiras em miniatura como "uma crosta... que um dia cairá". O Red Ensign da África do Sul seria mantido como bandeira mercante até 1951.
Em 1927, o Parlamento da África do Sul, de maioria africâner, aprovou a Lei de Nacionalidade e Bandeira da União, que afirmava que o Union Jack e a nova bandeira da União da África do Sul deveriam ter o mesmo status da bandeira da África do Sul. O ato entrou em vigor em 1928, quando ambas as bandeiras foram hasteadas sobre as Casas do Parlamento, na Cidade do Cabo, e as Union Buildings, em Pretória. Este duplo status foi encerrado em 1957 com a aprovação da Lei de Emenda das Bandeiras, que declarou que o Oranje, Blanje, Blou seria a única bandeira da África do Sul, com o ato também declarando que o Die Stem van Suid-Afrika seria o único hino do país e abolindo o God Save the Queen.
Quando a África do Sul se tornou uma república, em 1961, a bandeira permaneceu a mesma. A maioria dos eleitores africâneres não gostou da bandeira que mantinha a Union Jack no centro. Repetidos apelos foram feitos para ela ser removida ou por uma nova bandeira, mas nenhuma ação foi tomada pelo Partido Nacional no poder até 1968. O primeiro-ministro B. J. Vorster convocou uma comissão naquele ano para criar uma nova bandeira a tempo do décimo aniversário do estabelecimento da república em 1971, mas nenhuma mudança foi feita.
A bandeira era tratada com respeito pelos africâneres, com saudações à bandeira diárias nas escolas. Também foi utilizada como parte das comemorações da posse do Presidente do Estado. A bandeira tinha até uma ode dedicada a si, Vlaglied (africâner: Música à Bandeira), escrita por Cornelis Jacobus Langenhoven e composta por F. J. Joubert.
Devido a variações na fabricação, muitas bandeiras foram fabricadas com um tom azul-escuro semelhante ao encontrado na bandeira do Reino Unido, pois muitas das primeiras bandeiras foram feitas no Reino Unido. Por causa dessa discrepância, em 1982, o governo sul-africano especificou que o "azul Solway", um tom mais claro de azul, fosse usado nas bandeiras como originalmente pretendido.
A bandeira foi apresentada nos cantões das bandeiras de agências governamentais, como militares, serviço penitenciário e polícia. Depois que a bandeira foi substituída em 1994, a nova bandeira sul-africana a substituiu nos cantões dessas bandeiras.

## Oposição
Apesar de as origens e adoção da bandeira serem anteriores à ascensão do Partido Nacional ao poder em vinte anos e não possuir relação com o apartheid, a bandeira foi sendo gradualmente associada por alguns ao mesmo. Movimentos como Black Sash e Umkhonto we Sizwe começaram a protestar contra ela com seus próprios símbolos. Muitas vezes, a bandeira da África do Sul era removida da exibição pública e substituída pela bandeira do CNA, que era proibida. A bandeira também seria alvo de ultrajes durante os protestos anti-apartheid.
Depois de 1989, F. W. de Klerk tornou-se presidente do estado e imediatamente retirou o banimento ao Congresso Nacional Africano (CNA) e soltou da prisão seu líder, Nelson Mandela, condenado por terrorismo. Klerk instigou negociações para acabar com o apartheid na África do Sul com o CNA de Mandela. Uma das demandas do CNA era que a bandeira diminuísse gradualmente em uso na vida sul-africana e que uma nova bandeira fosse criada, pois, segundo eles, os sul-africanos negros associavam a atual ao apartheid e ao nacionalismo africâner.
As negociações levaram ao referendo sobre o apartheid sul-africano de 1992, onde foi votado pelo fim do apartheid. A decisão do referendo resultou no International Rugby Football Board permitindo que a equipe sul-africana de rugby voltasse a jogar partidas de teste. O CNA concordou em endossar a equipe com a condição de que a bandeira não fosse usada para representar a África do Sul. Durante o teste de retorno, o Partido Conservador distribuiu inúmeras bandeiras para a maioria da multidão branca como um símbolo de desafio contra o CNA. Nos Jogos Olímpicos de Verão de 1992 em Barcelona, a equipe sul-africana se apresentou sob uma bandeira especialmente projetada para o Comitê Olímpico Nacional da África do Sul, embora os espectadores sul-africanos brancos nos jogos acenassem a então bandeira nacional, apesar das tentativas dos oficiais de detê-los.
Em 1994, o Arauto do Estado da África do Sul, Fred Brownell, foi convidado para projetar uma nova bandeira nacional para a África do Sul para substituir a bandeira a tempo das primeiras eleições após o apartheid. Ele projetou a nova bandeira da África do Sul com uma combinação da antiga bandeira e as cores da bandeira do CNA. O novo design da bandeira foi aprovado pessoalmente por Klerk e Mandela antes de ser aprovado por unanimidade pelo Conselho Executivo de Transição em 15 de março de 1994. Klerk fez a proclamação pública da substituição da antiga bandeira em 20 de abril, sete dias antes das eleições gerais sul-africanas de 1994 em 27 de abril de 1994.

## Depois de 1994

A bandeira da África do Sul após 1994

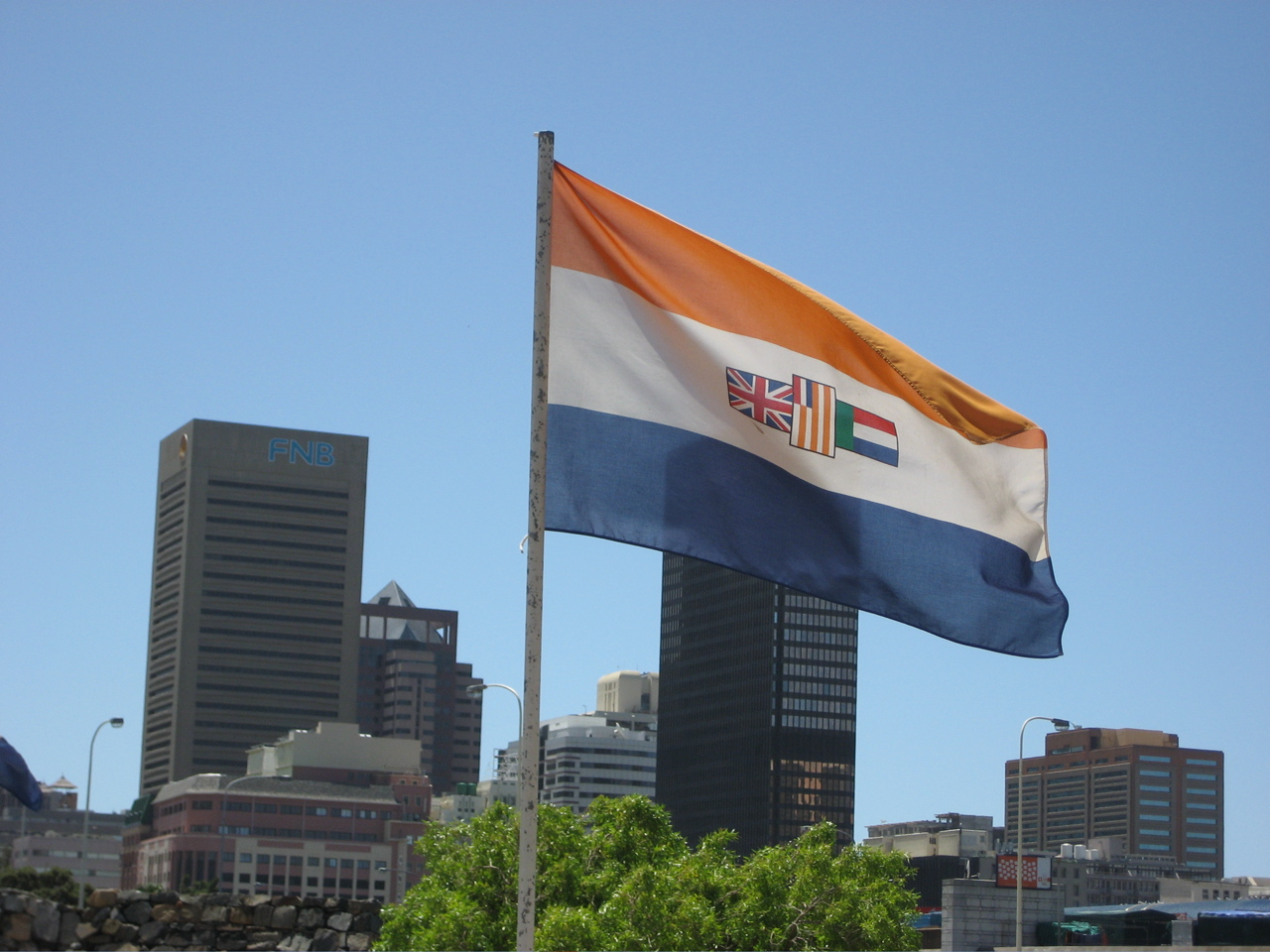
A bandeira no Castelo da Boa Esperança em 2006

Após sua substituição oficial como a bandeira da África do Sul, a bandeira foi adotada por alguns sul-africanos brancos como um símbolo da herança e história africâneres. Apesar de algumas associações negativas, nunca foi proibido pelo Governo da África do Sul após 1994, e o direito de exibi-lo na África do Sul foi protegido pelo capítulo dois da Constituição da África do Sul como expressão da liberdade de expressão até 2019. No século XXI, a bandeira acabou sendo usada como símbolo por supremacistas brancos dentro e fora da África do Sul. Uma consciência particular disso seguiu-se ao massacre da igreja de Charleston, na Carolina do Sul, em 2015, já que o autor, Dylann Roof, já havia sido fotografado vestindo uma jaqueta com essa bandeira e a bandeira da Rodésia (1968–1979). Essa remota associação com o apartheid e o racismo muitas vezes levou a pedidos para que as bandeiras usadas em um contexto histórico fossem removidas da exibição. Um exemplo disso está em Cooma, na Austrália, onde é levado para comemorar os trabalhadores sul-africanos no Snowy Mountains Scheme ao lado do Red Ensign Canadense, da bandeira dos EUA com 49 estrelas e outras bandeiras de 1959, quando a Avenida foi dedicada.
A bandeira também foi usada como símbolo de protesto pós-1994. Em 2005, uma estátua do chefe tribal Makhado, do povo Venda, foi vandalizada em Louis Trichardt com as cores da bandeira como um protesto contra a proposta de mudar o nome da cidade para Makhado. Alguns sul-africanos no século XXI começaram a hastear a bandeira como um protesto contra o fracasso do CNA em progredir no governo da África do Sul como uma democracia.
No Castelo da Boa Esperança, na Cidade do Cabo, a bandeira fora hasteada do castelo ao lado do Union Jack, da bandeira dos Países Baixos e da atual bandeira da África do Sul, para exibir as potências que governaram a África do Sul ao longo da história. Em 1994, foi acordado que ficariam no parapeito do castelo como referência histórica. No entanto, em 2012, na sequência de reclamações do deputado do CNA, Nomfunelo Mabedla, todas as bandeiras, com exceção da atual bandeira da África do Sul, foram retiradas do parapeito, e as bandeiras retiradas foram colocadas no museu do castelo. A bandeira também é coletada em alguns outros museus da África do Sul, incluindo o Museu Naval da África do Sul.
A bandeira foi declarada ilegal para exibição pública na África do Sul em agosto de 2019, quando o Tribunal da Igualdade a classificou como discurso de ódio, com pesadas penalidades. Exceções foram feitas para expressão acadêmica, jornalística e artística, museus e locais de interesse histórico.

## Galeria

Versão escura de 1928 a 1982
Versão brilhante de 1982 a 1994
Bandeira do Príncipe
As bandeiras do Reino Unido, do Estado Livre de Orange e da República Sul-Africana, como motivo central da bandeira nacional usada de 1928 a 1982
As bandeiras do Reino Unido, do Estado Livre de Orange e da República Sul-Africana, como motivo central da bandeira nacional usada de 1982 a 1994
Versão incomum de proporção 2:1, vista em "South Africa Marches On (1941)"[39]
Versão com a Vryburgervlag ("Bandeira da Liberdade") no lugar da bandeira do Reino Unido, utilizada pelo Movimento de Resistência Africâner (AWB)
Outra versão sem a bandeira do Reino Unido, mas com a bandeira do AWB em vez da Vryburgervlag